# 26 mars
Pour les articles homonymes, voir Vingt-Six-Mars.
26 février 26 avril
Chronologies thématiques
- Croisades
- Ferroviaires
- Sports
- Disney
- Anarchisme
- Catholicisme

Abréviations / Voir aussi
- (° 1852) = né en 1852
- († 1885) = mort en 1885
- a.s. = calendrier julien
- n.s. = calendrier grégorien
- Calendrier
- Calendrier perpétuel
- Liste de calendriers
- Naissances du jour

Le 26 mars est le 85e jour, moins souvent le 86e, de l'année du calendrier grégorien ; il en reste ensuite 280.
C'était généralement le 6e jour du mois de germinal dans le calendrier républicain français, officiellement dénommé jour de la blette.

## Événements

### VIesiècle
- 590 : Théodose est proclamé coempereur (romain d'Orient) par son père Maurice.

### Xesiècle
- 908 : mort ci-après du dernier empereur Tang Aidi de la dynastie Tang auquel succède Taizu.

### XIesiècle
- 1027 : Conrad II le Salique est couronné empereur romain germanique à Rome.

### XIIesiècle
- 1169 : Saladin devient émir d'Égypte.

### XIIIesiècle
- 1211 : Alphonse II devient roi de Portugal.
- 1244 : signature du traité d'Almizra fixant les frontières des royaumes de Valence et de Murcie.

### XIVesiècle
- 1344 : victoire d'Alphonse XI au siège d'Algésiras.
- 1351 : en Bretagne, combat des Trente lors de la Guerre de Succession de Bretagne.Combat des Trente

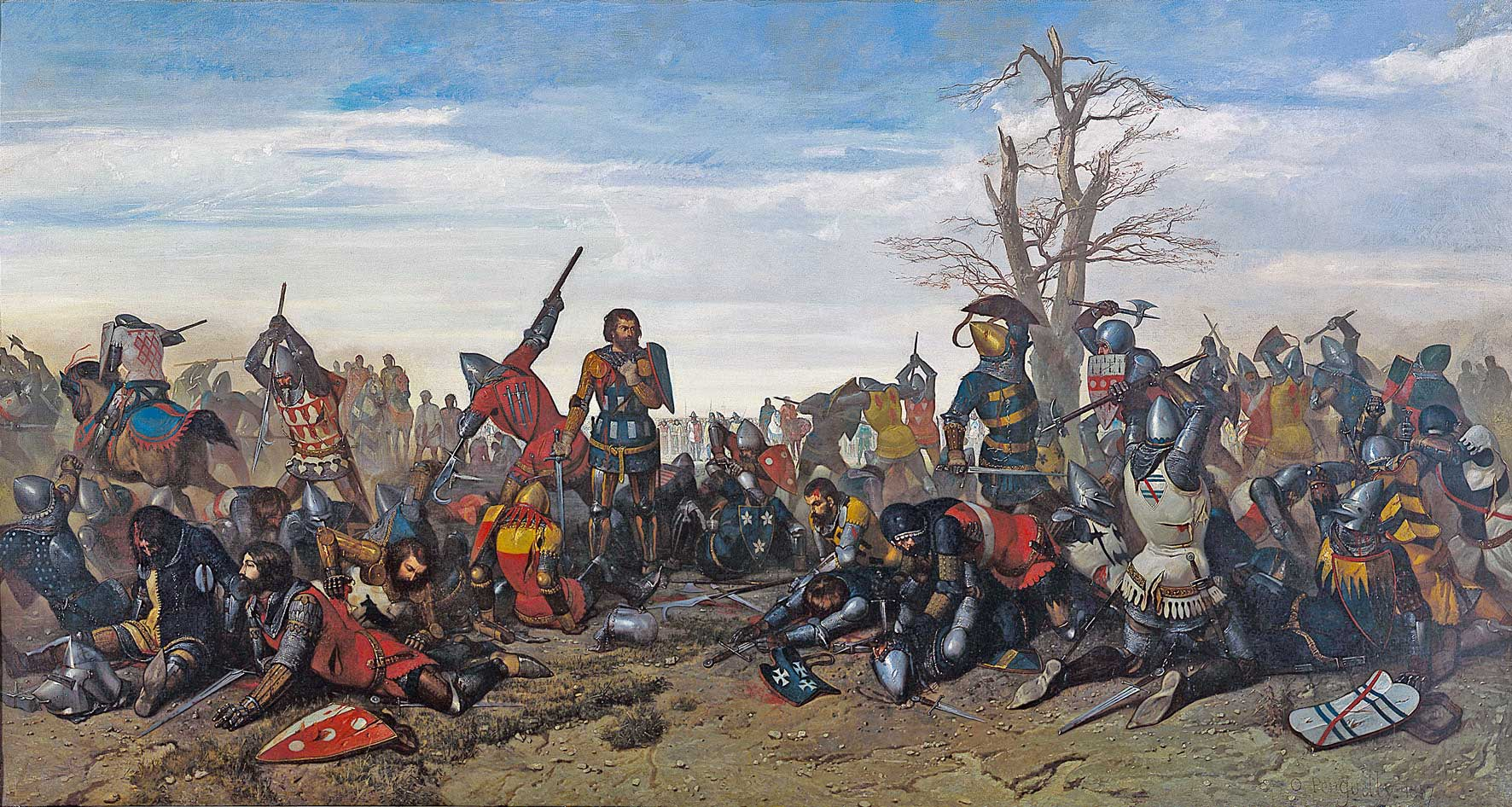
Combat des Trente

### XVIIesiècle
- 1670 : organisation des corps d'infanterie de l'armée française en rappelant les rangs des 50 régiments permanents d'infanterie.

### XVIIIesiècle
- 1757 : audition de Robert-François Damiens, accusé de régicide contre Louis XV.
- 1766 : fin de la Révolte contre Esquilache, menée contre Leopoldo de Gregorio.
- 1791 : définition du mètre par l'Académie française des sciences[1].
- 1796 : combat de Saint-Michel-et-Chanveaux, pendant la Chouannerie.

### XIXesiècle
- 1807 : création par l'empereur Napoléon Ier de l'Armée du Train.
- 1811 : révolte des luddites en Angleterre.
- 1812 : le « séisme du Jeudi saint » fait plusieurs milliers de victimes au Venezuela.
- 1831 : échec de la première guerre d’indépendance italienne et victoire autrichienne.
- 1832 : la deuxième pandémie de choléra touche Paris.
- 1871 : élections du  Conseil de la Commune de Paris. Comptant une minorité d'ouvriers, organe autant exécutif que législatif, le conseil général de la Commune regroupe toutes les tendances révolutionnaires. La Commune de Paris sera proclamée le 28 mars.
- 1881 : Carol Ier est proclamé roi de Roumanie.
- 1885 : début de la rébellion du Nord-Ouest dans l'actuelle Saskatchewan.
- 1895 : l'armée japonaise occupe les îles Pescadores, dans le détroit de Formose.

### XXesiècle
- 1913 : la Bulgarie prend Andrinople pendant la première guerre balkanique.
- 1917 : 
  - Victoire ottomane à la première bataille de Gaza lors de la campagne du Sinaï et de la Palestine.
  - Ouverture de la conférence de Berlin, rencontre gouvernementale germano-austro-hongroise convoquée afin de définir les modalités d'un partage des conquêtes de la quadruplice.
- 1918 : conférence de Doullens (en) anglo-française à l'issue de laquelle le maréchal Foch est nommé général en chef des armées alliées.
- 1939 : lancement de l'offensive finale de la guerre d'Espagne conduisant à la chute de la Seconde République espagnole face aux Nationalistes.
- 1944 : le maquis des Glières est vaincu par la Wehrmacht, mais est un succès de propagande pour la Résistance française.
- 1945 : fin de la bataille d'Iwo Jima pendant la guerre du Pacifique.
- 1962 : lors de la fusillade de la rue d'Isly à Alger, l'armée française ouvre le feu sur une manifestation pacifique demandant le maintien de l'Algérie française, faisant une cinquantaine de morts et près de deux cents blessés.
- 1971 : le Bangladesh proclame son indépendance, début de la guerre de libération du Bangladesh.
- 1975 : entrée en vigueur de la Convention sur l'interdiction des armes biologiques.
- 1978 : le baron Empain est relâché par ses ravisseurs après 63 jours de détention.
- 1979 : un traité de paix historique est signé entre l'Égypte et Israël par le président égyptien Anouar el-Sadate et le Premier ministre israélien Menahem Begin.
- 1987 : déclaration commune luso-chinoise pour une rétrocession de Macao (portugaise depuis 1557) à la Chine, le 20 décembre 1999.
- 1991 : le traité d'Asunción marque la naissance du Mercosur.
- 1995 : entrée en vigueur des accords de Schengen qui suppriment le contrôle des personnes entre sept des 15 pays de l'Union européenne (Allemagne, Belgique, Espagne, France, Luxembourg, Pays-Bas, Portugal).
- 1997 : la police découvre dans une résidence cossue au nord de San Diego, en Californie, les corps de 39 personnes âgées de 26 à 72 ans, membres de la secte Heaven's Gate (les Portes du Paradis), qui se sont donné la mort à l'aide d'un mélange de barbituriques et d'alcool pour que « leur âme rejoigne un vaisseau spatial caché dans la queue de la comète Hale-Bopp ».
- 1999 : les forces de l'OTAN lancent leur premier bombardement en plein jour sur des positions de l'armée yougoslave lors de la guerre du Kosovo.
- 2000 : le président par intérim Vladimir Poutine est élu dès le premier tour au poste de président de la fédération de Russie.

### XXIesiècle
- 2003 : lancement de l'opération Northern Delay pendant la guerre d'Irak.
- 2007 : élections générales au Québec, victoire du Parti libéral qui forme un gouvernement minoritaire (48 sièges), une première depuis 1878.
- 2010 : le président des États-Unis Barack Obama et le président de la Fédération de Russie Dmitri Medvedev annoncent avoir conclu le traité New Start de réduction des armes stratégiques.
- 2015 : offensive au Yémen de l’Arabie saoudite et de ses alliés au Yémen à la suite du coup d'État yéménite de 2014-2015[2].
- 2017 : en Bulgarie, des élections législatives anticipées sont organisées.
- 2019 : des élections législatives sont organisées dans l'archipel habité le plus isolé au monde de Tristan da Cunha dans l'Atlantique sud.
- 2020 : quatre soldats ukrainiens sont tués dans des combats au Donbass[3].
- 2025 : au Niger, les partis politiques sont dissous par la junte au pouvoir[4].

## Arts, culture et religion
- 752 : élection et intronisation du pape Étienne II.
- 1827 : première de l'opéra sacré en quatre actes Moïse et Pharaon ou Le Passage de la Mer Rouge de Gioachino Rossini au Théâtre de l'Académie Royale de Musique de Paris.
- 1899 : Robert Koldewey découvre les ruines de Babylone.
- 1967 : Paul VI donne l'encyclique Populorum progressio.
- 1970 : première à Hollywood du film documentaire Woodstock.
- 2005 : reprise de la série Doctor Who après 16 ans d'absence.
- 2014 : arrêt de la série Psych : Enquêteur malgré lui.
- 2015 : inhumation tardive de Richard III d'Angleterre[5].

## Sciences et techniques
- 1885 : George Eastman fabrique la première pellicule commerciale de cinéma.
- 1899 : l'archéologue allemand Robert Johann Koldewey découvre les murailles de l'antique ville de Mésopotamie Babylone.Cyclone tropical Catarina vu de l'ISS le 26 mars 2004

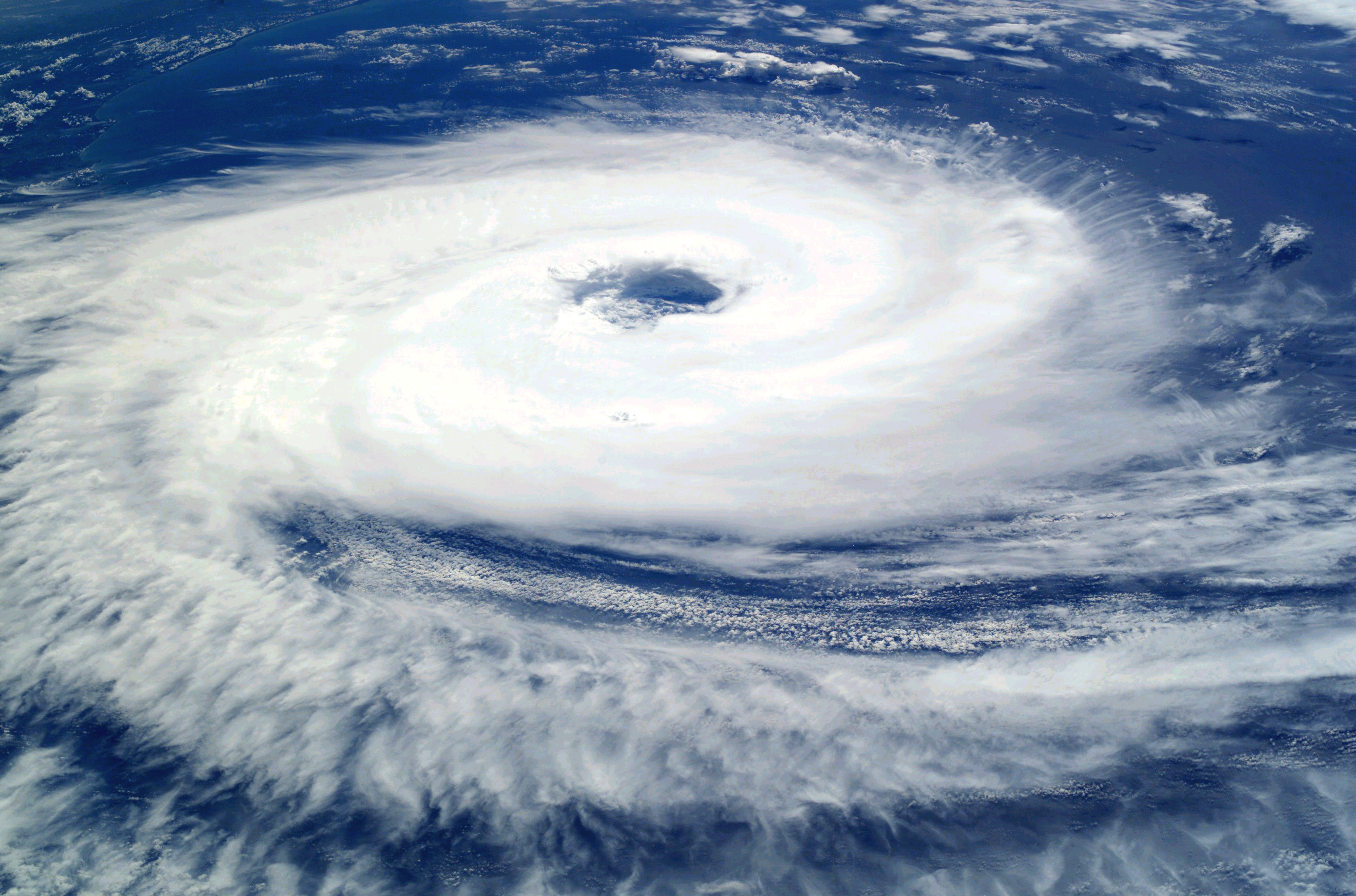
Cyclone tropical Catarina vu de l'ISS le 26 mars 2004

- 1953 : le premier vaccin contre la poliomyélite est mis au point aux États-Unis par le Dr Jonas Salk.
- 1999 : lancement du virus informatique Melissa.
- 2002 : les ministres des transports de l'Union européenne lancent le projet Galileo.
- 2004 : le National Hurricane Center américain déclare Catarina comme "ouragan" le 26 mars[6].
- 2014 : annonce de la découverte d’anneaux autour du (10199) Chariclo ainsi que du transneptunien massif 2012 VP113, candidat au statut de planète naine.

- 2016 : 
  - annonce de l'observation par le VLA d’un agrégat de poussières dans le disque protoplanétaire de HL Tauri (image d’ALMA de 2014), signe de la probable formation en cours d’une super-Terre.
  - la ligne Shinkansen Hokkaidō est en service commercial.
- 2025 : le prix Abel est décerné au mathématicien japonais Masaki Kashiwara (photo)[7].

## Économie et société
- 1636 : fondation de l'université d'Utrecht en Hollande.

- 1927 : départ de la première course Mille Miglia en Italie.
- 2024 : aux États-Unis, le porte-conteneurs Dali sortant du port de Baltimore heurte un pilier du pont Francis-Scott-Key et provoque son effondrement (photo)[8].

## Naissances

### XVIesiècle
- 1516 : Conrad Gessner, naturaliste suisse († 13 décembre 1565).
- 1554 : Charles de Guise, duc de Mayenne († 3 octobre 1611).

### XVIIIesiècle
- 1726 : Jacques-Alexis de Verteuil, militaire français et officier royaliste de la guerre de Vendée († 23 décembre 1793).
- 1750 : Charles-Gilbert Romme, homme politique français († 17 juin 1795).
- 1753 : Benjamin Thompson, physicien américain († 21 août 1814).

### XIXesiècle
- 1803 : John William Lubbock; banquier, mathématicien et astronome britannique († 21 juin 1865).
- 1806 : Louis-Marie-Joseph-Eusèbe Caverot, cardinal français, archevêque de Lyon († 23 janvier 1887).
- 1859 : Alfred Edward Housman, poète britannique († 30 avril 1936).
- 1861 : Kanzō Uchimura, écrivain et religieux japonais († 28 mars 1930).
- 1865 : Cornelius Lott Shear, botaniste américain († 2 février 1956).
- 1868 : Fouad Ier, roi d'Égypte de 1917 à 1936 († 28 avril 1936).
- 1874 : Robert Lee Frost, poète américain († 29 janvier 1963).
- 1875 : Syngman Rhee, homme d'État sud-coréen, président de la République de Corée du Sud de 1948 à 1960 († 19 juillet 1965).
- 1879 : Othmar Ammann, architecte américain d'origine suisse († 22 septembre 1965).
- 1881 : Israel Amter, journaliste et politicien américain († 24 novembre 1954).
- 1882 : Hermann Obrecht, homme politique suisse († 21 août 1940).
- 1884 : Wilhelm Backhaus, pianiste allemand († 5 juillet 1969).
- 1893 : Palmiro Togliatti, homme politique italien († 21 août 1964).
- 1898 : Lucien Choury, coureur cycliste sur piste français, champion olympique († 9 mai 1987).

### XXesiècle
- 1901 : Maurice Dorléac, comédien français († 4 décembre 1979).
- 1903 : Romeo Neri, gymnaste italien, triple champion olympique († 23 septembre 1961).
- 1904 :
  - Joseph Campbell, écrivain et anthropologue américain († 30 octobre 1987).
  - Emilio Fernandez, acteur, réalisateur et scénariste mexicain († 6 août 1986).
  - Xenophón Zolótas, économiste et homme politique grec († 11 juin 2004).
- 1905 :
  - Viktor Frankl, neurologue et psychiatre autrichien († 2 septembre 1997).
  - Štěpán Trochta, cardinal tchèque, évêque de Litoměřice († 6 avril 1974).
  - Eileen Soper, graveuse et illustratrice anglaise († 18 mars 1990).
- 1907 : Azellus Denis, homme politique québécois († 4 septembre 1991).
- 1908 : Madeleine Cheminat, actrice française († 12 décembre 2008).
- 1911 :
  - John Langshaw Austin, philosophe du langage anglais († 8 février 1960).
  - Tennessee Williams, écrivain américain († 25 février 1983).
- 1913 :
  - Paul Erdős, mathématicien hongrois († 20 septembre 1996).
  - Jacqueline de Romilly, philologue, essayiste, écrivaine française, deuxième femme académicienne († 18 décembre 2010).
- 1914 :
  - Morenito de Valencia (Aurelio Puchol Aldas dit), matador espagnol († 11 octobre 1953).
  - William Westmoreland, général américain († 18 juillet 2005).
- 1916 : Sterling Hayden, acteur américain († 23 mai 1986).
- 1917 : Rufus Thomas, chanteur et compositeur américain († 15 décembre 2001).
- 1918 : Michel Castaing, historien français († 29 janvier 2004).
- 1919 : Strother Martin, acteur américain († 1er août 1980).
- 1923 : Elizabeth Jane Howard, romancière anglaise († 2 janvier 2014).
- 1925 :
  - Pierre Boulez, compositeur français († 5 janvier 2016).
  - Louis Cortot, compagnon de la Libération († 5 mars 2017).
  - Freddy Terwagne, homme politique belge d'expression française († 15 février 1971).
  - John Baptist Wu Cheng-Chung, cardinal chinois, évêque de Hong Kong († 23 septembre 2002).
- 1929 : Charles Dumont, auteur-compositeur-interprète français († 18 novembre 2024).
- 1930 :
  - Gregory Corso, poète américain († 17 janvier 2001).
  - Sandra Day O'Connor, juge américaine à la Cour suprême fédérale († 1er décembre 2023).
  - Lolita Torres, actrice et chanteuse argentine († 14 septembre 2002).
- 1931 : Leonard Nimoy, acteur et réalisateur américain († 27 février 2015).
- 1933 : Carmen Scarpitta, actrice italienne († 26 avril 2008).
- 1934 : Alan Arkin, acteur américain († 29 juin 2023).
- 1935 : Mahmoud Abbas, homme d’État palestinien, président de l'Autorité palestinienne.
- 1937 : James Matthew Lee, homme politique canadien († 11 octobre 2023).
- 1939 : Étienne Draber, acteur français de théâtre, de cinéma et de télévision († 11 janvier 2021).
- 1940 :
  - James Caan, acteur américain († 6 juillet 2022).
  - Nancy Pelosi, femme politique américaine.
- 1941 : 
  - Yvon Marcoux, homme politique québécois.
  - Richard Dawkins, biologiste et éthologiste britannique.
- 1942 : François Léotard, homme politique français, ancien élu du département du Var et ministre (culture, Défense) († 25 avril 2023).
- 1943 : Bob Woodward, journaliste américain.
- 1944 : Diana Ross, chanteuse américaine.
- 1945 : 
  - Paul Bérenger, homme politique mauricien.
  - Mikhail Voronin, gymnaste soviétique, neuf fois médaillé olympique († 22 mai 2004).
- 1946 :
  - Johnny Crawford, chanteur et acteur américain. († 29 avril 2021).
  - Alain Madelin, homme politique français, ancien maire de Redon en Bretagne, ministre de l'Économie en 1995.
- 1948 :
  - Frédéric Pascal, matador français.
  - Richard Tandy, musicien britannique du groupe Electric Light Orchestra († 1er mai 2024).
  - Steven Tyler, chanteur américain du groupe Aerosmith.
- 1949 :
  - Vicki Lawrence, chanteuse et actrice américaine.
  - Patrick Süskind, écrivain allemand.
- 1950 :
  - Teddy Pendergrass, chanteur et compositeur américain († 13 janvier 2010).
  - Martin Short, acteur et scénariste américain.
  - Alan Silvestri, compositeur américain.
- 1951 : 
  - Maxime Leroux, acteur français († 21 janvier 2010).
  - Carl E. Wieman, physicien américain, prix Nobel de Physique en 2001.
- 1952 : Didier Pironi, pilote automobile français († 23 août 1987).
- 1953 :
  - Lincoln Chafee, sénateur américain de Rhode Island.
  - Elaine Chao, économiste américaine, secrétaire d’État au travail.
- 1956 : Milan Jelić, homme politique serbe († 30 septembre 2007).
- 1960 :
  - Marcus Allen, joueur américain de football américain.
  - Jennifer Grey, actrice américaine.
  - Catherine Keener, actrice américaine.
- 1962 :
  - Iouri Guidzenko, cosmonaute russe.
  - John Stockton, joueur américain de basket-ball.
- 1963 : 
  - Roch Voisine, chanteur et joueur de hockey sur glace canadien.
  - Rebecca Twigg, coureuse cycliste américaine, six fois championne du monde.
- 1964 : Ulf Samuelsson, joueur de hockey sur glace suédois.
- 1966 : Magali Barney, actrice française.
- 1967 : Alexandra Gonin, actrice et danseuse étoile française.
- 1968 : 
  - Kirsten Barnes, rameuse d'aviron canadienne, double championne olympique.
  - Kenny Chesney, chanteur, compositeur et guitariste country américain.
- 1970 : Laura Badea, fleurettiste roumaine, championne olympique.
- 1971 : 
  - Rennae Stubbs, joueuse de tennis professionnelle australienne.
  - Kim Graham, athlète américaine spécialiste du 400 m, championne olympique.
- 1972 :  
  - Leslie Mann, actrice américaine.
  - Soleil Rasoafaniry, judokate malgache.
- 1973 :
  - T.R. Knight, acteur américain.
  - Larry Page (Lawrence E. Page dit), informaticien américain cofondateur de Google.
- 1974 : Michael Peca, joueur canadien de hockey sur glace.
- 1976 : Joachim Alcine, boxeur québécois d’origine haïtienne.
- 1977 : Bianca Kajlich, actrice américaine.
- 1979 : Hiromi Uehara, pianiste japonaise.
- 1980 : Joep van der Geest, acteur et metteur en scène néerlandais.
- 1982 : Mikel Arteta, joueur espagnol de football.
- 1983 : Daniel Ewing, basketteur américain.
- 1984 : Stéphanie Lapointe, auteure, chanteuse et actrice québécoise.
- 1985 :
  - Jonathan Groff, acteur américain.
  - Keira Knightley, actrice britannique.
  - Stéphane Séjourné, homme politique français, ministre de l'Europe et des Affaires étrangères (2024) et Vice-Président de la Commission européenne à la Prospérité et à la Stratégie industrielle.
- 1986 : Debbie Lynch-White, comédienne québécoise.
- 1987 : YUI (Yui Yoshioka dite), chanteuse japonaise.
- 1989 :
  - Simon Kjaer, footballeur danois.
  - Élise Prod'homme, basketteuse française.
- 1990 : 
  - Carly Chaikin, actrice américaine.
  - Kyle O'Quinn, basketteur américain.
  - Sarah-Maude Beauchesne, auteure et actrice québécoise.
  - Uini Atonio, joueur de rugby à XV néo-zélandais, international français.
- 1994 : Mayu Watanabe, chanteuse japonaise.
- 1997 : Kōji Miyoshi, footballeur japonais.

### XXIesiècle
- 2001 : 
  - Benoît Badiashile, footballeur français.
  - Khéphren Thuram, footballeur français.
- 2003 : 
  - Bright Arrey-Mbi, footballeur allemand.
  - Danielle Bregoli, rappeuse américaine.
  - Jaouen Hadjam, footballeur franco-algérien.
  - Miguel Silveira, footballeur brésilien.

## Décès

### VIIIesiècle
- 752 : Étienne, pape mort trois jours après son élection un 23 mars, peut-être même "dès" le 25 (° à une date non connue).

### Xesiècle
- 908 : Tang Aidi.
- 922 : Mansur al-Hallaj, poète mystique soufique perse (°C. 858).

### XIIIesiècle
- 1212 : Sanche Ier, roi du Portugal (° 11 novembre 1154).

### XIVesiècle
- 1350 : Alphonse XI de Castille, roi de Castille (° 13 août 1311).

### XVIesiècle
- 1517 : Heinrich Isaac, compositeur flamand (° 1450).
- 1566 : Antonio de Cabezón, compositeur espagnol (° 1510).

### XVIIesiècle
- 1625 : Giambattista Marino, poète italien, père de la préciosité européenne, inspirateur du style littéraire marinisme (° 18 octobre 1569).

### XVIIIesiècle
- 1713 : Charles de Sévigné, aristocrate et militaire français (° 12 mars 1648).
- 1726 : Sir John Vanbrugh, architecte et dramaturge britannique (° 24 janvier 1664).
- 1772 : Charles Pinot Duclos, écrivain et historien français (° 12 janvier 1704).
- 1793 : John Mudge, physicien britannique (° 1721).
- 1797 : James Hutton, géologue britannique (° 3 juin 1726).

### XIXesiècle
- 1814 : 
  - Joseph Ignace Guillotin, médecin français, inventeur de la guillotine (° 28 mai 1738).
  - Martin Rudolf Heland, graveur suédois (° 6 avril 1765).
- 1827 : Ludwig van Beethoven, compositeur allemand (° 17 décembre 1770).
- 1838 :
  - Jean-Baptiste Grenier, homme politique français, député du tiers état, de la sénéchaussée de Riom, aux états généraux (° 21 avril 1753).
  - Charles Éléonor Dufriche-Valazé, général français (° 23 janvier 1751).
  - Léon de Laborde, archéologue et homme politique français (° 12 juin 1807).
- 1873 : Albrecht von Bernstorff, diplomate prussien (° 22 mars 1809).
- 1886 :
  - William Amherst, homme politique britannique (° 3 septembre 1805).
  - Antonio Bignoli, peintre italien (° 26 mars 1812).
  - Michel Kleczkowski, sinologue français (° 28 février 1818).
  - Juan Serrano Oteiza, écrivain et journaliste espagnol (° 6 mai 1837).
- 1892 : 
  - Amédée Artus, chef d'orchestre et compositeur français (° 28 octobre 1815).
  - Walt Whitman, poète américain (° 31 mai 1819).

### XXesiècle
- 1902 : Cecil Rhodes, personnalité sud-africaine d'origine britannique, fondateur de la Rhodésie (° 5 juillet 1853).
- 1910 :
  - Auguste Charlois, astronome français (° 26 novembre 1864).
  - An Jung-geun, indépendantiste coréen, assassin du gouverneur Hirobumi Itō (° 2 septembre 1879).
- 1918 : César Cui (Це́зарь Анто́нович Кюи́), compositeur russe (° 18 janvier 1835).
- 1923 : Sarah Bernhardt (Henriette Rosine Bernard dite), actrice française (° 22 octobre 1844).
- 1929 : Georges Bouvet, pharmacien et botaniste français (° 5 juillet 1850).
- 1933 : Eddie Lang, guitariste américain de jazz (° 25 octobre 1902).
- 1936 : Urani Rumbo, féministe albanaise (° 20 janvier 1895).
- 1940 : Spyrídon Loúis, athlète grec (° 12 janvier 1873).
- 1944 : Jules Ruhfel, résistant français (° 2 août 1909).
- 1945 :
  - David Lloyd George, homme d’État britannique, Premier ministre du Royaume-Uni de 1916 à 1922 (° 17 janvier 1863).
  - Boris Chapochnikov, Maréchal de l'Union Soviétique (° 20 septembre 1882).
- 1957 : Édouard Herriot, homme politique et académicien français (° 5 juillet 1872).
- 1959 : Raymond Chandler, écrivain américain (° 23 juillet 1888).
- 1965 : Léonce Bourliaguet, écrivain français (° 6 janvier 1895).
- 1969 : John Kennedy Toole, écrivain américain (° 17 décembre 1937).
- 1973 : 
  - Noël Coward, auteur dramatique, acteur, musicien, producteur et réalisateur britannique (° 16 décembre 1899).
  - Don Messer (en), violoniste et chef d'orchestre canadien (° 9 mai 1909).
  - George Sisler, joueur de baseball américain (° 24 mars 1893).
- 1974 : Edward Condon, physicien nucléaire américain (° 2 mars 1902).
- 1976 : Josef Albers, artiste allemand (° 19 mars 1888).
- 1980 : Roland Barthes, écrivain et sémiologue français (° 12 novembre 1915).
- 1982 : 
  - Liana Del Balzo, actrice italienne (° 4 mars 1899).
  - Jean Villard dit Gilles, auteur, acteur et compositeur vaudois (° 2 juin 1895).
- 1983 : Anthony Blunt, espion britannique (° 26 septembre 1907).
- 1984 : Ahmed Sékou Touré, homme d’État guinéen, président de la Guinée de 1958 à 1984 (° 9 janvier 1922).
- 1987 : Eugen Jochum, chef d'orchestre allemand (° 1er novembre 1902).
- 1992 : 
  - Claude Darget, journaliste et présentateur de télévision français (° 26 janvier 1910).
  - Barbara Frum, journaliste canadienne (° 8 septembre 1937).
- 1993 : Louis Falco, danseur et chorégraphe américain (° 2 août 1942).
- 1995 : Eazy-E (Eric Wright dit), rappeur américain (° 7 septembre 1963).
- 1996 :
  - Edmund Muskie, homme politique américain (° 28 mars 1914).
  - David Packard, entrepreneur américain (° 7 septembre 1912).
- 1997 : Marshall Applewhite, professeur de musique, acteur et leader de secte américain (° 17 mai 1931).
- 1998 :
  - René Andrieu, homme politique, journaliste et écrivain français (° 24 mars 1920).
  - Harry Torczyner, avocat et critique d'art américain (° 1910).
  - Line Viala, actrice et chanteuse française (° 1910 ou 1911).
- 2000 : Alex Comfort, écrivain et médecin britannique (° 10 février 1920).

### XXIesiècle
- 2001 : Brenda Helser, nageuse américaine (° 26 mai 1926).
- 2002 : Randy Castillo, batteur, chanteur et musicien américain (° 18 décembre 1950).
- 2003 : 
  - Bertène Juminer, médecin et écrivain français (° 6 août 1927).
  - Daniel Patrick Moynihan, sociologue et homme politique américain (° 16 mars 1927).
  - Tauese Sunia, homme politique américain (° 29 août 1941).
  - Michel Van Maele, dirigeant de football et homme politique belge (° 2 octobre 1921).
  - Nino Vingelli, acteur italien (° 4 juin 1912).
  - Herbert Zangs, peintre allemand (° 27 mars 1924).
- 2004 : 
  - Jan Berry, musicien américain (° 3 avril 1941).
  - Takeshi Kamo, footballeur japonais (° 8 février 1915).
  - Jan Sterling, actrice américaine (° 3 avril 1921).
- 2005 :
  - Achiam, sculpteur franco-israélien (° 10 février 1916).
  - James Callaghan, Premier ministre du Royaume-Uni (° 27 mars 1912).
  - Gérard Filion, journaliste, gestionnaire d'entreprise et enseignant québécois (° 18 août 1909).
  - Paul Hester, musicien australien, batteur de Crowded House (° 8 janvier 1959).
  - Anne Primout, doyenne présumée de France de 2002 à 2005 (° 5 octobre 1890).
- 2006 : 
  - Angelo d'Arrigo, aviateur italien (° 3 avril 1961).
  - Paul Dana, pilote automobile américain (° 15 avril 1975).
  - Nikki Sudden, musicien, chanteur, guitariste, producteur et compositeur de rock britannique (° 19 juillet 1956).
- 2007 : 
  - Beniamino Andreatta, économiste et homme politique italien (° 11 août 1928).
  - François Saint-Macary, évêque catholique français, archevêque de Rennes (° 7 janvier 1936).
- 2009 : Shane McConkey, skieur professionnel canadien (° 30 décembre 1969).
- 2012 : Philippe Bruneau (de La Salle), acteur et scénariste français issu des émissions de télévision Co-Co Boy et Cocoricocoboy (° 12 octobre 1938).
- 2014 : 
  - Jean-Claude Colliard, membre du conseil constitutionnel français (° 15 mars 1946).
  - Marcus Kimball, homme politique britannique (° 18 octobre 1928).
- 2015 :
  - John Renbourn, guitariste anglais (° 8 août 1944).
  - Fred Robsahm, acteur norvégien (° 29 juin 1943).
  - Tomas Tranströmer, écrivain suédois, prix Nobel de littérature en 2011 (° 15 avril 1931).
- 2016 : James « Jim » Harrison, romancier, poète et scénariste américain (° 11 décembre 1937).
- 2017 : Alessandro Alessandroni, musicien et compositeur italien (° 18 mars 1925).
- 2018 : Mamadou Diop, militaire et homme politique sénégalais (° 9 mai 1936).
- 2019 : Michel Bacos, pilote de ligne français (° 3 / 23 mai 1924).
- 2020 : Michel Hidalgo, joueur et entraîneur de football français (° 22 mars 1933).
- 2022 : 
  - Gianni Cavina,
  - Aimé Mignot.
- 2023 :
  - Jacques Collard, restaurateur, acteur et dramaturge belge (° 1er août 1931).
  - María Kodama, femme de lettres argentine (° 10 mars 1937).
  - Ivano Marescotti, acteur italien (° 4 février 1946).
  - Virginia Norwood, physicienne américaine (° 8 janvier 1927).
  - Abdelwahed Radi, psychologue et homme politique marocain (° 4 janvier 1935).
  - Karl-Josef Rauber, prélat catholique et diplomate allemand (° 11 avril 1934).
  - Wolfgang Schivelbusch, journaliste et historien allemand (° 26 novembre 1941).
  - Claudia Schüler, hockeyeuse sur gazon chilienne (° 28 novembre 1987).
  - D. M. Thomas, écrivain anglais (° 27 janvier 1935).
- 2024 : 
  - Gisela Birkemeyer, athlète de haies allemande (° 22 décembre 1931).
  - Patrice de Bonneval, pharmacien et herboriste français (° 1er octobre 1943).
  - Bernard Bourgeois, philosophe français (° 2 septembre 1929).
  - Enrico Giusti, mathématicien italien (° 28 octobre 1940).
  - Jacques Haissinsky, physicien français (° 22 novembre 1935).
  - Andy Liu, mathématicien canadien (° 15 mars 1947).
  - Richard Serra, artiste plasticien multidisciplinaire américain (° 2 novembre 1938).
  - Zahra Shojaei, femme politique iranienne (° 1956).
  - Emmanuel Terray, anthropologue et militant politique français (° 1935).
  - Giuliano Vangi, sculpteur et peintre italien (° 13 mars 1931).
  - André Van Herpe, footballeur international belge (° 26 novembre 1933).
  - Éric van Weddingen, homme politique belge (° 18 janvier 1948).
- 2025 : 
  - David Childs, architecte américain (° 1er avril 1941).
  - Stef Wertheimer, industriel, milliardaire, homme politique et philanthrope israélien (° 16 juillet 1926).

## Célébrations

### Nationale
- Bangladesh : স্বাধীনতা দিবস / Shadhinota Dibôsh, en bengali), fête nationale et jour de l'indépendance commémorant la déclaration d'indépendance politique et le début de la guerre de libération bengali (মুক্তিযুদ্ধ / Muktijuddho en bengali) par rapport au Pakistan (occidental) en 1971 (après le Royaume-Uni et l'Inde en 1947 etc.).
- Nouvelle-Écosse (Canada puis internationale ?) : Purple Day / journée pourpre organisée par the Epilepsy Association of Nova Scotia pour sensibiliser à l'épilepsie[9].

### Fédérée
- Hawaï (États-Unis) : Prince Kūhiō Day (en) / jour du prince Kuhio.

### Religieuses
- Zoroastrisme : anniversaire du prophète Zoroastre / Zaratoustrâ.
- Bahaïsme : sixième jour du mois de la splendeur / bahá' بهاء, dans le calendrier badí‘.
- Christianisme : synaxe de l'archange Gabriel célébrant son rôle dans l'Annonciation (Église orthodoxe orientale, mais fixée la veille 25 voire l'avant-veille 24 mars en dates catholiques grégoriennes).

### Saints des Églises chrétiennes

#### Saints des Églises catholiques et orthodoxes
- Baronce († 700), ermite à San Baronto près de Lamporecchio avec son disciple saint Dizier[12].
- Basile le jeune († 952), ermite en Bithynie, thaumaturge et visionnaire à Constantinople.
- Berchaire († 696), fondateur de l'abbaye Notre-Dame de Montier-en-Der.
- Bertilon († 888), 28e abbé de l'abbaye Saint-Bénigne de Dijon, martyr par la main des Vikings païens.
- Castule de Rome († 286), officier du palais impérial de Dioclétien, martyr à Rome.
- Etienne de Triglia († IXe siècle), higoumène en Bithynie, condamné à l'exil par l'empereur Léon V l'Arménien au temps de la persécution iconoclaste.
- Eutyche d'Alexandrie († 356), sous-diacre et ses compagnons, martyrs au temps de l’empereur Constance sous l’évêque arien Georges de Cappadoce.
- Félix de Trèves (de) († 400), 9e évêque de Trèves alors en un confin ("limes") du nord-"est" l'empire romain d'Occident aujourd'hui en Allemagne fédérale.
- Jouvin († IVe siècle), fondateur de l'abbaye Saint-Jouin de Marnes.
- Larissa († IVe siècle), martyre en Crimée.
- Ludger († 809), 1er évêque de Münster, apôtre des Saxons.
- Montan et Maxime († 304), martyr(s) à Sirmium.
- Pierre de Sébaste († 391), évêque de Sébaste, frère de saint Basile de Césarée et de saint Grégoire de Nysse.
- Quadrat († 304), évêque ; Emmanuel, Théodose et quarante autres martyrs en Anatolie.
- Sicaire de Lyon († 435), évêque de Lyon.

#### Saints et bienheureux des Églises catholiques du jour
- Alfwold (en) († 1058), moine de Winchester, évêque de Sherborne en 1045, dévot des saints Cuthbert et Swithun.
- Madeleine Morano († 1908), bienheureuse religieuse italienne fille de Marie-Auxiliatrice à Catane.
- Pierre Marginet (ca) († 1435), bienheureux moine cistercien espagnol de l'Abbaye de Poblet.

#### Saints des Églises orthodoxes du jour(aux dates parfois"juliennes"/ orientales)
- L'archange Gabriel (29 septembre en Occident ; voir aussi 25 mars voire 24 catholiques grégoriens).

#### Saints des Églises orientales (Nestorien, assyrien...)
- Jean de Dalyatha († VIIIe siècle), Moine mystique syro-oriental.

### Prénoms du jour
Bonne fête aux Larissa et ses variantes : Lara, Larisa, Laryssa (voir 10, 11 & 12 août) ;
Et aussi aux Ludger, etc.

## Traditions et superstitions

### Dictons
- « Pour la sainte-Larissa, souvent de bonnes nouvelles tu auras. »[réf. souhaitée]

### Astrologie
- Signe du zodiaque : 6e jour du signe astrologique du Bélier.

## Toponymie
De nombreuses voies, places ainsi que des sites et édifices portent le nom de cette date en francophonie et figurent dans la page d'homonymie Vingt-Six-Mars .